# بعد الزفاف (فلم)
بعد الزفاف (بالدنماركية: Efter brylluppet) هو فيلم درامي دنماركي تم إنتاجه في سنة 2006 وهو من إخراج سوزان بيير وبطولة مادس ميكلسن وسيدس بابيت نودسن ورولف لاسغارد، ترشح هذا الفيلم لنيل جائزة الأوسكار لأفضل فيلم بلغة أجنبية لكنه خسره لصالح الفيلم الألماني حياة الآخرين.

## القصة
القصة تتكلم عن جاكوب بيترسون وهو مدير لميتم في الهند، لكنه في الدنمارك يعيش مشاكل مع زوجته وأبنائه ويقيم علاقة مع صديقة زوجته ويكتشف أن أحد أبنائه ليس إبنه الحقيقي.

## البطولة
- مادس ميكلسن بدور جاكوب بيترسون
- رولف لاسغارد بدور يورغن لينارت
- سيدس بابيت نودسن بدور هيلين هانسون
- شتاين فيشر كريستنسن بدور آنا لويزا هانسون
- منى مالم بدور السيدة هانسون
- كريستيان تافدروب بدور كرستيان

## التقييم
حصل الفيلم على تقييم 86% في موقع الطماطم الفاسدة وحاز على 95 مراجعة وعلى انتقادات معظمها إيجابية.

## وصلات خارجية
- مقالات تستعمل روابط فنية بلا صلة مع ويكي بيانات
- بعد الزفاف على أول موفي
- بعد الزفاف على قاعدة بيانات الأفلام على الإنترنت
- بعد الزفاف على الطماطم الفاسدة